# Molophilus (Molophilus) infantulus
Molophilus (Molophilus) infantulus is een tweevleugelige uit de familie steltmuggen (Limoniidae). De soort komt voor in het Australaziatisch gebied.